# 東大阪北インターチェンジ
東大阪北インターチェンジ（ひがしおおさかきたインターチェンジ）は、大阪府東大阪市の、近畿自動車道上にあるインターチェンジ。ハーフインターチェンジと呼ばれるもので、吹田方面からの出口と吹田方面への入口しかない。

## 道路
- E26 近畿自動車道（5番）

## 接続する道路
- 大阪府道2号大阪中央環状線

入口、出口共に、府道大阪中央環状線の本線に接続している。

## 料金所

### 入口
- ブース数：3
  - ETC専用：1
  - 一般：2

### 出口

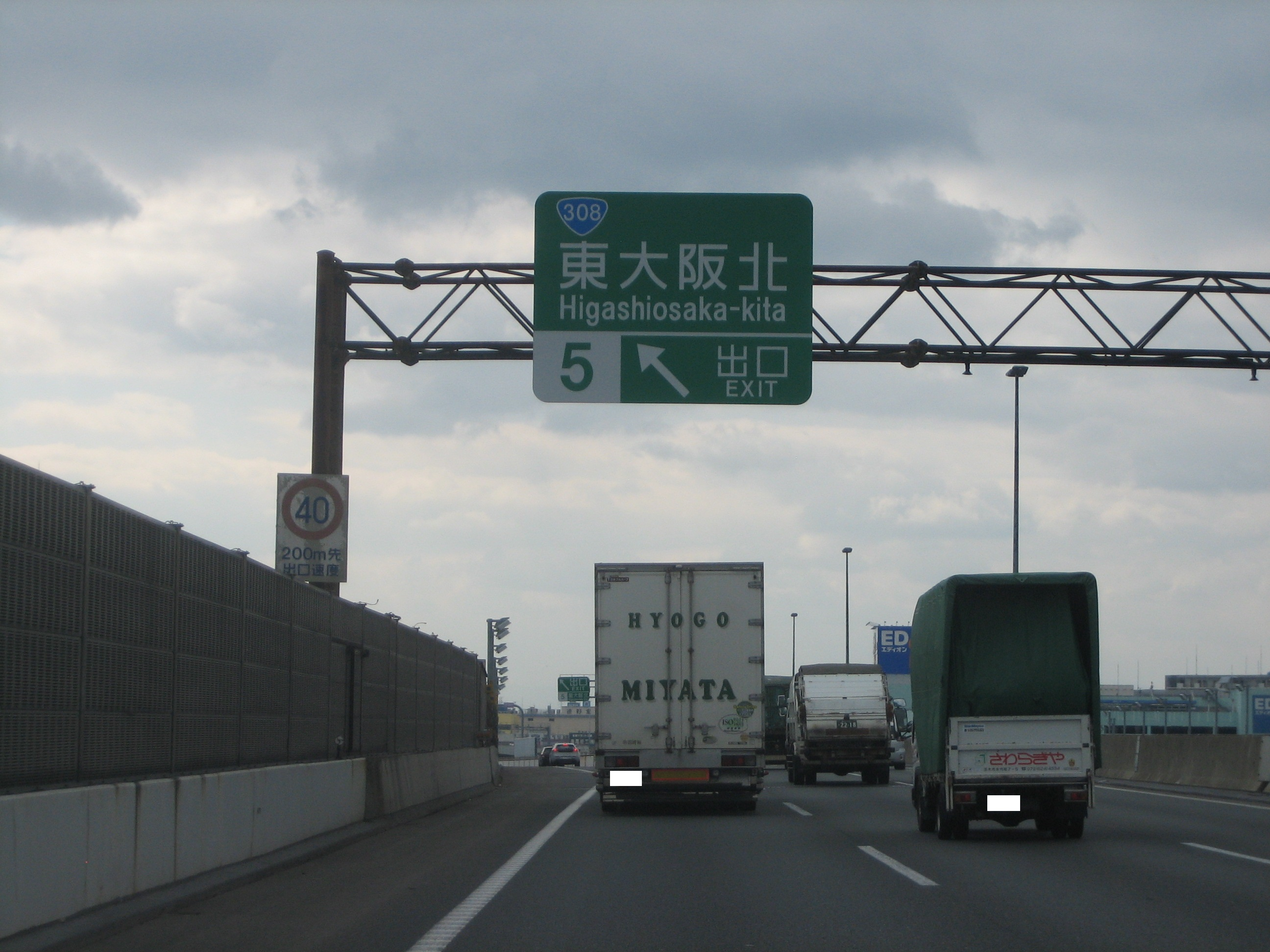
出口付近

- ETCフリーフローアンテナ

## 歴史
- 1976年3月22日 : 門真IC-東大阪北IC間開通
- 1983年12月7日 : 東大阪JCT-東大阪北IC間開通

## 周辺
- JR西日本・学研都市線鴻池新田駅
- 東大阪トラックターミナル
- 福山通運東大阪支店
- 佐川急便鴻池センター(中継拠点)
- 佐川急便鴻池南センター(中継拠点)
- 佐川急便東大阪営業所

## 隣
E26 近畿自動車道
(4)大東鶴見IC - (5)東大阪北IC - 東大阪PA（下り線のみ）- (6)東大阪JCT